# Leuna
Leuna é uma cidade no  distrito de Saalekreis, no estado de Saxônia-Anhalt, no leste da Alemanha, a sul de Merseburg e Halle. Ela é conhecida devido um dos maiores complexos químicos industriais na Alemanha estar situado no município. Em 1960, a população da cidade era de cerca de 10.000, mas as altas taxas de desemprego e más condições de vida, incluindo poluição das indústrias próximas, causou emigração significativa.

## Origens
A primeira fábrica de produtos químicos em Leuna foi construída em 1916 pela BASF, e produzia amoníaco para utilização na fabricação de explosivos e depois de 1919, fertilizantes. O local foi escolhido por sua proximidade às minas de lignito. Em 1920, iniciou a hidrogenação comercial do lignito, e a produção começou em 01 de abril de 1927. O local (propriedade da IG Farben após 1926) foi expandido rapidamente nos anos 1920 e 1930, com fabricas produtoras de metanol e gasolina sintética, produzida a partir da hidrogenação do lignito.

## Segunda Guerra Mundial
As obras na IG Farben eram dirigidas por Heinrich Bütefisch. Sendo a segunda maior da planta de óleo sintético da Alemanha nazista. Leuna foi a primeira planta a testar o processo Bergius que sintetizava derivados de petróleo a partir do lignito. A fabrica estendia-se por uma área de três quilômetros quadrados, com 250 edifícios, incluindo edifícios de engodo fora da planta principal e empregava 35.000 trabalhadores (incluindo 10 mil prisioneiros e trabalhadores escravos). A Divisão Flak XIV, responsável por proteger Leuna, tinha 28.000 soldados, 18.000 pessoas do RAD, 6.000 auxiliares do sexo masculino e 3.050 do sexo feminino, 900 "voluntários" húngaros e italianos, 3600 Hiwis russos e 3.000 outras pessoas, totalizando 62.550 pessoas. Mais de 19.000 dos trabalhadores da Leuna eram membros da organização de proteção a ataque aéreo, que operavam mais de 600 canhões de 88 mm, a força de combate a incêndio consistia 5.000 homens e mulheres.